# Paula Wilson
För andra betydelser, se Paula Wilson (olika betydelser).
Eivor Paula Wilson, född 14 juni 1913 i Ölme Värmland, död 13 februari 1995 i Karlskoga, var en svensk målare.
Hon var dotter till byggmästaren Paul Andersson och Ester Jansson och från 1937 gift med Axel Folke Wilson.
Wilson studerade reklamkonst vid Kristinehamns handelsskola. I början av 1950-talet studerade hon konst för Einar Person och Oskar Person vid TBV:s målarkurser i Karlskoga. Hon har medverkat i utställningen Provinsiell konst i Karlskoga 1952, Värmlands konstförenings Höstsalong på Värmlands museum och i Karlskoga konstförenings utställningar.
Hennes konst består av blomsterstilleben och figurmotiv i olja eller akvarell.